# Cornățel (okręg Sybin)
Cornățel – wieś w Rumunii, w okręgu Sybin, w gminie Roșia. W 2011 roku liczyła 446 mieszkańców.